# دانشگاه بین‌المللی وادی
دانشگاه بین‌المللی وادی (به عربی: جامعة الوادی الدولیة الخاصة) یک دانشگاه در سوریه است که در وادی النصاری واقع شده‌است.